# Comuna Aroneanu, Iași
Aroneanu este o comună în județul Iași, Moldova, România, formată din satele Aroneanu (reședința), Dorobanț, Rediu Aldei și Șorogari. Începând din aprilie 2004, comuna face parte din structura informală de colaborare între autorități denumită Zona Metropolitană Iași.

## Toponimie
Numele localității este format de la numele de persoană a voievodului Aron „Tiranul”.

## Geografie

### Așezare
Comuna este situată estul județului, în sud-estul Câmpiei Moldovei, subdiviziunea Jijiei inferioare, în vecinătatea nord-estică a municipiului Iași. Este deservită de șoseaua județeană DJ282G, care o leagă spre sud de Iași, unde se termină în DN24.

### Relieful și clima
Relieful se prezintă sub formă de interfluvii largi, cu platouri întinse și cu versanți cu diferite grade de înclinare. Pantele sunt cuprinse între 50 și 250 și de cele mai multe ori sunt afectate de eroziune și alunecări de teren. Tipul de sol dominant este cernoziomul. Pe văi există și locuri mlăștinoase.
Zona este însemnată și din punct de vedere arheologic pentru că aici s-au descoperit resturi de mamifere: măsea de mamut (elephas primigenins), o specie de bou fosil (bos primigenins), coarnele unui cerb fosil (megaccros hibernicus) și o scoică (corbicula lassyensis), care se aseamănă foarte mult cu o specie existentă în Asia și Africa. În marginea vestică a satului au fost descoperite urme de cultură neolitică, iar în vatra satului, fragmente ceramice din epoca migrațiilor și din cea feudală.
Clima este temperat-continentală, cu ierni geroase și veri foarte calde. Temperatura medie anuală este de 9,6 °C, iar media precipitațiilor anuale nu depășește 475 ml.

### Flora
Fondul funciar este de 3900 ha și cuprinde teren agricol, pășuni, fânețe și păduri (100 ha). Satul este înconjurat de pădure, în care predomină stejarul și pinul, dar mai sunt și zone cu salcâmi, nuci și peri sălbatici. O parte din pădurea inițială a fost defrișată începând cu secolul al XVII-lea, pentru a se construi actualul sat. În preajma gospodăriilor sunt mulți tei, nuci și cireși. Livezi nu există și nici vii prea mari, însă o mare zonă viticolă se află în apropiere, la Șorogari, sat care aparține tot acestei comune.

### Fauna
În pădure încă mai trăiesc porci mistreți, lupi, vulpi, dihori, iepuri și căprioare, cele din urmă de multe ori fiind acuzate de distrugerea culturilor din preajma pădurii. Sătenii cresc vite, porci și păsări, iar unii dintre ei se ocupă cu apicultura. În afara satului a fost amenajată în jurul anului 1980, o crescătorie de fazani, care astăzi însă nu mai există.

### Hidrografie
În vestul satului se află iazul Aroneanu, alimentat de râurile Ciric și Șorogari. Având o suprafață de 70 ha, acesta comunică cu iazurile Ciric și Dorobanț și este folosit pentru piscicultură. În ultimii ani s-a realizat în sat un sistem de alimentare cu apă potabilă, ceea ce a făcut ca majoritatea gospodăriilor să aibă apă curentă. Pe lângă aceasta încă se mai folosesc și fântânile, în schimb fântânile cu cumpănă sunt inexistente.

## Demografie
Componența etnică a comunei Aroneanu
     Români (88,52%)
     Alte etnii (0,18%)
     Necunoscută (11,3%)
Componența confesională a comunei Aroneanu
     Ortodocși (84,65%)
     Alte religii (2,81%)
     Necunoscută (12,54%)
Conform recensământului efectuat în 2021, populația comunei Aroneanu se ridică la 4.338 de locuitori, în creștere față de recensământul anterior din 2011, când fuseseră înregistrați 3.402 locuitori. Majoritatea locuitorilor sunt români (88,52%), iar pentru 11,3% nu se cunoaște apartenența etnică. Din punct de vedere confesional, majoritatea locuitorilor sunt ortodocși (84,65%), iar pentru 12,54% nu se cunoaște apartenența confesională.

## Politică și administrație
Comuna Aroneanu este administrată de un primar și un consiliu local compus din 13 consilieri. Primarul, Benoni Moruzi[*], de la Partidul Național Liberal, este în funcție din 2008. Începând cu alegerile locale din 2024, consiliul local are următoarea componență pe partide politice:
|  | Partid                          | Consilieri | Componența Consiliului | Componența Consiliului | Componența Consiliului | Componența Consiliului | Componența Consiliului | Componența Consiliului | Componența Consiliului |
|  | ------------------------------- | ---------- | ---------------------- | ---------------------- | ---------------------- | ---------------------- | ---------------------- | ---------------------- | ---------------------- |
|  | Partidul Național Liberal       | 7          |                        |                        |                        |                        |                        |                        |                        |
|  | Alianța pentru Unirea Românilor | 2          |                        |                        |                        |                        |                        |                        |                        |
|  | Partidul Social Democrat        | 2          |                        |                        |                        |                        |                        |                        |                        |
|  | Alianța Dreapta Unită           | 2          |                        |                        |                        |                        |                        |                        |                        |

## Istorie
Satul Aroneanu, reședința comunei, datează din secolul al XVI-lea și și-a primit numele de la domnul Moldovei Aron Tiranul (1591-1592, 1592-1595), care în anul 1594 a ridicat în acest loc o mănăstire. În legătură cu întemeierea acesteia există și o legendă: se spune că una din fiicele lui Aron Vodă s-a rătăcit într-un codru din preajma Iașilor; astfel, domnul a promis că pe locul unde va fi găsită fiica sa se va ridica o mănăstire, promisiune pe care a îndeplinit-o.
În zonă au avut loc incursiuni ale tătarilor, care au dus la risipirea satului în mai multe rânduri. Ca fapt istoric trebuie luat în seamă și lupta dintre Ștefăniță-Vodă, ajutat de cazaci și Constantin-Vodă, în care a fost înfrânt Ștefăniță.
La sfârșitul secolului al XIX-lea, comuna nu exista, satele ei făcând parte din comuna Copou, reședința plășii Copou a județului Iași. Anuarul Socec din 1925 consemnează separarea Aroneanu, Cuza Vodă, Dorobanțu, Rediu Aldei și Șorogari din această comună pentru a forma comuna Aroneanu, cu 1675 de locuitori. În 1931, comuna a fost desființată din nou și satele ei — reincluse în comuna Copou. Comuna Aroneanu a fost ulterior reînființată, concomitent cu dispariția comunei Copou, comasată cu municipiul Iași.
În 1950, comuna a trecut la orașul regional Iași, reședința regiunii Iași. În 1968, a revenit la județul Iași, reînființat.

## Monumente istorice

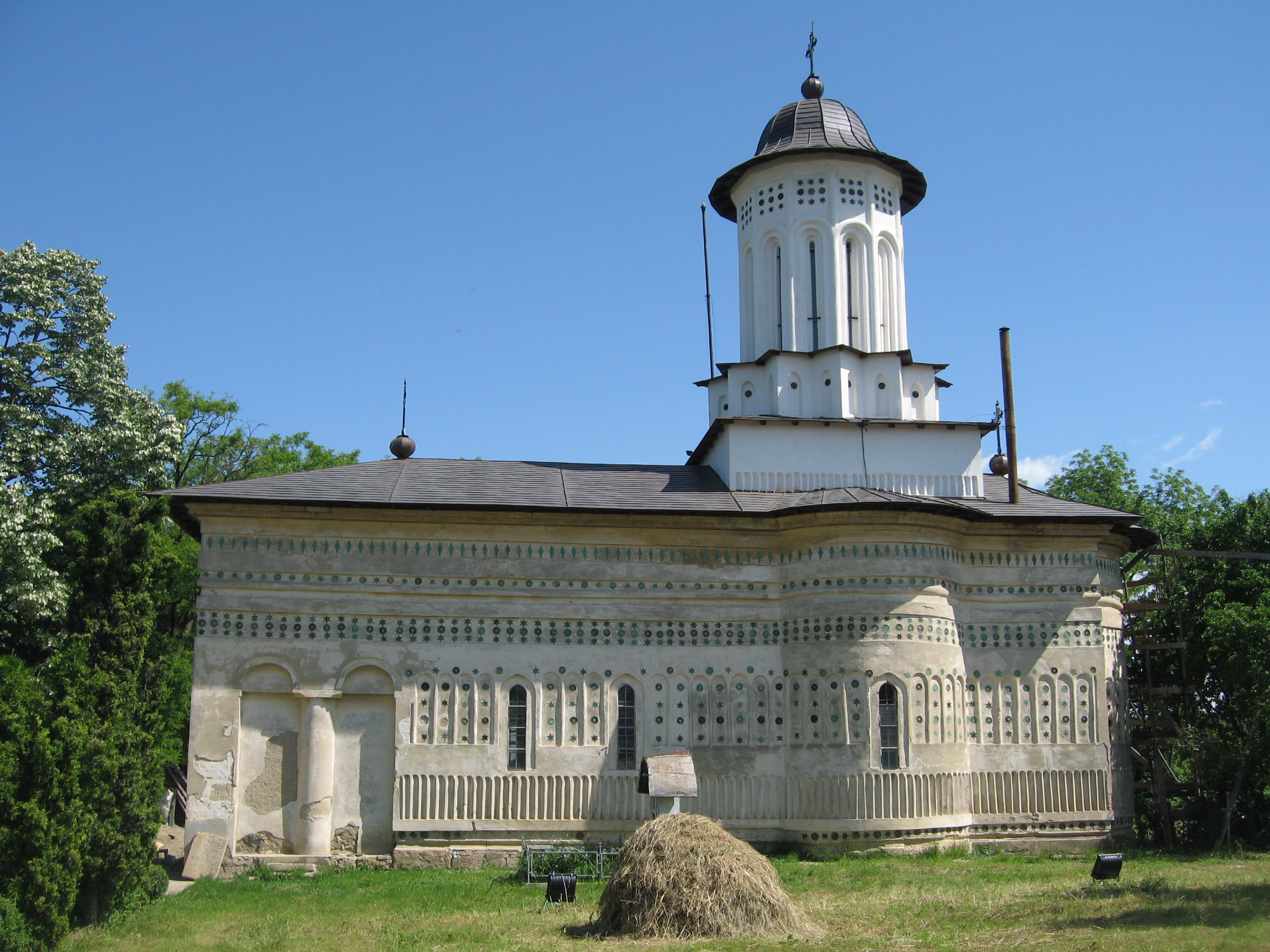
Biserica „Sfântul Nicolae” din satul Aroneanu, monument istoric de interes național

În comuna Aroneanu se află biserica „Sfântul Nicolae” (1594), monument istoric de interes național aflată în satul Aroneanu; precum și situl arheologic de interes național situat în vatra satului de reședință, sit ce cuprinde vestigii din Epoca Medievală (secolele al XVI-lea–al XVIII-lea).
În rest, trei alte obiective din comună sunt incluse în lista monumentelor istorice din județul Iași ca monumente de interes local. Două dintre ele sunt situri arheologice — situl de „la Poligon”, pe panta nord-estică a dealului Șorogari, lângă satul Șorogari, cuprinde așezări medievale din secolele al XIII-lea–al XIV-lea, al XIV-lea–al XVI-lea și al XVII-lea–al XVIII-lea; și situl de „la Hârtop” (la marginea de sud-est a satului Rediu Aldei) cuprinde așezări din eneoliticul final (cultura Horodiștea-Erbiceni), secolele al IX-lea–al X-lea, și secolul al XI-lea. Cel de al treilea obiectiv, clasificat ca monument de arhitectură, este biserica „Sfântul Ilie” (1718) din satul Rediu Aldei.

## Înfățișarea satului, ocupații
În ceea ce privește aspectul satului, trebuie menționat faptul că ulițele principale sunt drepte, celelalte fiind șerpuite și greu de parcurs atunci când plouă, pentru că nu sunt pietruite, de această facilitate beneficiind doar centrul satului. Gospodăriile sunt în număr de 1.062 și oarecum asemănătoare între ele: casele sunt construite din chirpici sau cărămizi, iar gardurile sunt în majoritate din lemn.
În apropiere de centrul satului se află cimitirul, unde pe lângă mormintele obișnuite, au început să apară și cavouri. Cel mai vechi mormânt este al unui bărbat (1880- 1912).
La data de 26 octombrie 2003, a fost dezvelit în centrul comunei Aroneanu un bust al domnitorului Aron Vodă, realizat de sculptorul Ion Busdugan, la acest eveniment luând parte în afară de oficialitățile locale și deputatul PSD de Iași, Traian Dobre. Sponsorii care au contribuit la ridicarea acestui monument au fost Consiliul Județean Iași, Consiliul Local Aroneanu, Asociația Veteranilor de Război, Universitatea Populară, SC Moldoconstruct, SC Electrica, SC Moldotrans, SC Iasicons, SC Romtelecom, Fundația World Vision și 6 localnici.
Populația este de aproximativ 3.000 de locuitori, procentul între femei și bărbați fiind aproape egal. Principala ocupație este agricultura, practicată de toți locuitorii cu ajutorul utilajelor moderne. Pe ogoare se cultivă porumb, grâu și floarea- soarelui, iar în grădini, tot felul de legume și zarzavaturi. Pe lângă agricultură, mulți dintre săteni au locuri de muncă în oraș.

## Cultură
În anul 1879 a fost construită școala, care cuprinde clasele I- VIII. Ulterior a luat ființă și o grădiniță. În 1960 s-a construit căminul cultural în care au funcționat pe rând grădinița, școala și biblioteca; toamna acesta era folosit drept magazie pentru produsele agricole. Din 1965 își începe activitatea și biblioteca. Satul a avut și un cinematograf, care astăzi nu mai există.